# Holland (Teksas)
Holland je gradić u američkoj saveznoj državi Teksas. Prema popisu stanovništva iz 2010. u njemu je živjelo 1.121 stanovnika.